# Juan José Rossi
Juan José Rossi (* 19. November 1932 in General Arsenales, Provinz Buenos Aires) ist ein argentinischer Historiker, der schwerpunktmäßig über die Ureinwohner Argentiniens forscht.

## Leben
Juan José Rossi studierte von 1946 bis 1958 klassische Geisteswissenschaften, Philosophie und Theologie an der Katholischen Fakultät von Buenos Aires. In der postgradualen Phase studierte er in Brüssel (1962–1963) und an der Katholischen Universität von Paris. Seit 2001 ist er Professor für die Geschichte Amerikas in Concepción del Uruguay an der Universidad Autónoma de Entre Rios (UADER). Er veranstaltet viele auch internationale Symposien.

## Werke
Rossi ist Gründer zweier Museen, in denen Exponate verschiedener indigener Kulturen präsentiert werden. Sein erstes großes Museumswerk ist das Museo Yuchán in Concepcion del Uruguay, das gegenwärtig aber im Zuge staatlicher Sparmaßnahmen geschlossen ist. Das zweite große Museum, das Museo Municipal Yvy Marä ey in Chajarí ist primär der Kultur der Guaraní gewidmet. Er hat in seiner Buchreihe jeweils separate Bücher über die Charrúas, Yámana, Alakaluf, Wichí und Guaraní publiziert. Weiterhin hat er zahlreiche Buchpublikationen etwa über Mythen und Religion sowie über Designmuster der Ureinwohner Argentiniens verfasst.
Wichtige Werke:
- Rossi, Juan José (1999): Permanecia de nuestra cultura pre Hispanica. Buenos Aires: Galerna
- Rossi, Juan José (2006): Los Yámana.  Buenos Aires: editorial Galerna
- Rossi, Juan José (2007): La máscara de América. Buenos Aires: Galerna
- Rossi, Juan José (2009): Mito y Religión. El Fraude del Catolicismo. Buenos Aires: Galerna
- Rossi, Juan José (2009): Nombres nativos para nuestros hijos. Buenos Aires: Galerna
- Rossi, Juan José (2009): Disenos nativos de la Argentina. Buenos Aires: Galerna
- Rossi, Juan José (2010): Los Guaraníes.  Buenos Aires: editorial Galerna